# 싱가포르 금융관리국
싱가포르 금융관리국(말레이어: Penguasa Kewangan Singapura, 영어: Monetary Authority of Singapore, 중국어: 新加坡金融管理局, 약칭: MAS)은 싱가포르의 중앙은행이자 금융 규제 기관이다. 화폐 발행뿐만 아니라 화폐, 은행, 보험, 증권, 금융 분야 전반에 관한 다양한 법령을 관리한다. 1971년 싱가포르 정부의 은행가 역할을 하기 위해 설립되었다.

## 역사
MAS는 은행과 금융과 관련된 다양한 통화 기능을 감독하기 위해 1971년에 설립되었다. 설립 전에는 정부 부처와 기관이 화폐 기능을 수행했다. 이름의 약자는 싱가포르의 국가 언어인 말레이어로 '금'을 뜻하는 mas와 유사하지만 같은 방식으로 발음되지는 않는다.
싱가포르가 발전함에 따라, 점점 더 복잡해지는 은행 및 통화 환경은 보다 역동적이고 일관된 통화 관리를 필요로 했다. 따라서, 1970년 싱가포르 의회는 1971년 1월 1일 MAS의 설립으로 이어지는 싱가포르 통화 당국법을 통과시켰다. 이 법은 MAS에게 싱가포르의 통화 정책, 은행, 금융의 모든 요소를 규제할 권한을 부여한다.
COVID-19 전염병 유행 기간 동안 MAS는 4월의 어느 시점으로부터 3월 30일로 두 번의 연례 회의를 앞당겼다. MAS는 글로벌 금융 위기 이후 처음으로 싱가포르 달러화 절상률을 0%로 완화하고 정책 대역을 하향 조정하기로 했다. 이로써 MAS가 이 두 가지 조치를 함께 취한 것은 이번이 처음이다.

## 정책
MAS는 싱가포르 달러 대 미공개 통화 수를 관리하면서 싱가포르 달러 명목 유효 환율(S$NEER)을 1981년부터 연방준비제도나 잉글랜드 은행과 같은 다른 중앙은행들과 같은 금리를 통해 규제하고 있다. 그것은 SGD 시장뿐만 아니라 자금 시장의 다른 사업에도 개입함으로써 이것을 수행한다. MAS는 6개월에 한 번꼴로 대부분의 중앙은행보다 정책입장을 덜 자주 검토한다.

## 지폐와 동전 발행
2002년 10월 1일 통화 위원회와 합병한 후, MAS는 통화 발행의 기능을 담당하였다.
MAS는 싱가포르에서 지폐와 동전을 발행할 수 있는 독점권을 가지고 있다. 그들의 규모, 디자인, 액면 등은 정부의 승인을 받아 금융통화위원회에 의해 결정된다. 따라서 발행된 지폐와 동전은 제한 없이 모든 거래에 대해 국가 내에서 법적 입찰의 지위를 가진다.
2020년 12월 MAS는 그랩-싱텔 컨소시엄, 앤트그룹, 씨그룹, 그린란드 파이낸셜 컨소시엄 등 4개 기술 대기업의 디지털 뱅크 라이센스를 승인했다. 그랩-싱텔과 씨그룹은 디지털 풀뱅킹 라이선스, 앤트그룹과 그린란드 파이낸셜은 디지털 도매 뱅킹 라이선스 등을 받았다. 2021년 5월 싱가포르의 페이나우와 태국의 프롬프트페이 간 송금 기능이 발표되었다.

## 싱가포르 핀테크 페스티벌

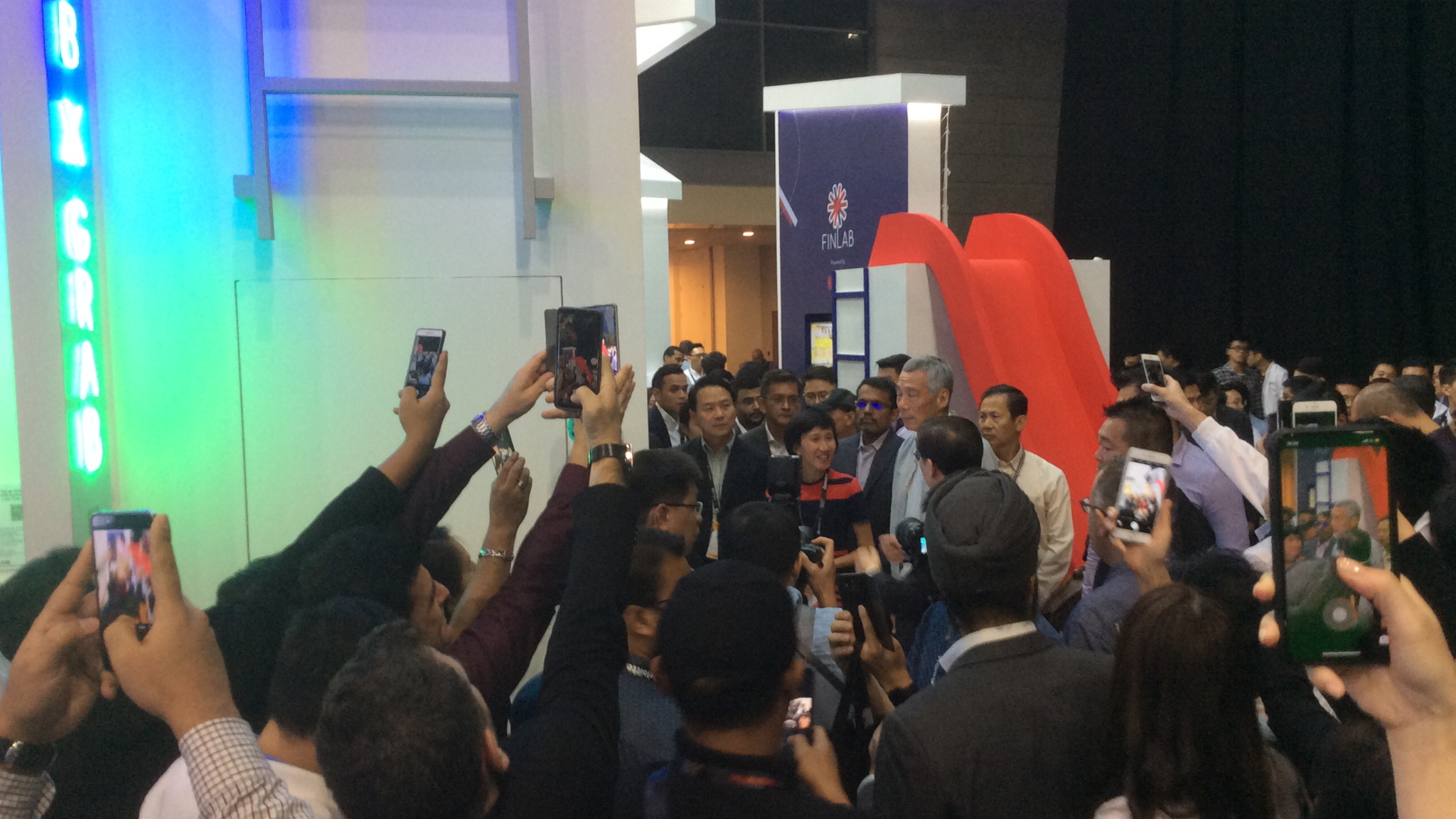
리셴룽 싱가포르 총리가 2019년 라비 메논 싱가포르 통화청 상무와 함께 싱가포르 핀테크 페스티벌 전시관을 찾았다.

MAS는 싱가포르 은행 협회와 협력하여 싱가포르 핀테크 페스티벌(SFF)을 매년 개최하고 있다. SFF는 전 세계의 다양한 핀테크 커뮤니티들이 서로 교류할 수 있도록 연결하는 핀테크 축제이다.